# MacKenzie Scott
MacKenzie Scott, chiamata precedentemente MacKenzie Bezos ma nata MacKenzie Tuttle (San Francisco, 7 aprile 1970), è una scrittrice e filantropa statunitense.

## Biografia
Nata e cresciuta a San Francisco, in California, si è laureata all'Università di Princeton nel 1992, dove ha studiato con la scrittrice Toni Morrison. Il suo romanzo d'esordio The Testing of Luther Albright ha vinto il premio American Book Awards nel 2006. Nel 2014 ha fondato la Bystander Revolution un'organizzazione anti-bullismo. Nel 2020 ha donato circa 4 miliardi di dollari in beneficenza per l'emergenza COVID-19.
Scott è stata sposata con Jeff Bezos dal 1993 al 2019. L'accordo per il loro divorzio, col quale gli ha ceduto il 75% delle azioni comuni, mantenendo il 25%, l'ha resa la terza donna più ricca del mondo e una delle persone più ricche in assoluto nel 2019. Al 2021, secondo Forbes, è la 22° persona più ricca al mondo con un patrimonio di 53 miliardi di dollari che proviene in gran parte dal suo divorzio, da cui ha ottenuto 38 miliardi di dollari. È stata inclusa dalla rivista Time nella lista delle 100 persone più influenti del 2020. Dopo il divorzio da Bezos, ha sposato Dan Jewett, un professore di chimica delle scuole superiori. Diciotto mesi dopo il matrimonio, Scott ha chiesto il divorzio dal secondo marito, da cui ha divorziato nel 2022.

## Opere
- The Testing of Luther Albright Fourth Estate. (2005) ISBN 978-0-00-719287-8.
- Traps Knopf. (2013) ISBN 978-0-307-95973-7.
  - Il tempo imperfetto degli addii, Milano, Nord, 2013 traduzione di Elisa Banfi ISBN 978-88-429-2242-1.